# Hotel Reverie
A Hotel Reverie a Fekete tükör című brit sci-fi sorozat harmincadik epizódja, amit a sorozat showrunnere, Charlie Brooker írt és Haolu Wang rendezett. 2025. április 10-én mutatta be a Netflix, a hetedik évad többi részével egyszerre. A cselekmény középpontjában egy színésznő áll, aki egy 1940-es évekbeli film remake-jében szerepel, melyben rajta kívül valamennyi szereplő AI-generált.

## Cselekmény
Brandy Friday, a topkategóriás színész elvállalja, hogy szerepeljen egy klasszikus, még az 1940-es években készített film, a Hotel Reverie remake-jében. Az egyetlen kikötése, hogy ő akarja játszani a főszerepet, Dr. Alex Palmert. A csavar annyi a dologban, hogy az illetőt eredetileg egy fehér férfi játszotta, ő pedig egy fekete nő.
Amikor megérkezik a stúdióba, akkor közlik vele, hogy ez nem egy hagyományos forgatás lesz. Helyette Brandy tudatát egy eszköz segítségével betöltik egy virtuális valóságba, amelyben berendezték a film kulisszáit, valamennyi szereplőt pedig egy-egy mesterséges intelligencia által generált karakter személyesít meg. Neki pedig csak annyi a dolga, hogy mint egy színdarabban, úgy játssza el a szerepet és lépjen interakcióba a karakterekkel. Miközben elindul a forgatás és valós időben instruálják a programozók Brandyt, őt elfelejtik arról tájékoztatni, hogy zongorán is kell tudni játszania, és ez egy fontos elem a cselekmény szempontjából. Ugyanis Dr. Palmer partnere, Clara annyira a zene hatása alá kerül, hogy emiatt megy ki vele az épületből. Mivel erre nem kerül sor, ez beindít egy olyan láncreakciót, amely megváltoztatja a sztorit.
Brandy próbálkozik, hogy valahogy helyrehozza a dolgot, de nem nagyon sikerül neki, és csak azt éri el, hogy Clara fokozatosan kezd öntudatra ébredni. Amikor véletlenül az őt játszó színésznek, Dorothy Chambersnek nevezi őt, Clara karakterét kezdik elönteni a valódi karakterének az emlékei, amely túlcsordulást eredményez a szimulációban. Emiatt megszakad a kommunikáció Brandy és a stáb között, ráadásul kiderül, hogy egészen addig csapdába esik a szimulációban, amíg el nem mondja a film ikonikus utolsó mondatát. A valódi világban egy dolgozó véletlenül kávét önt az egyik számítógépre, ami miatt Clara és Brandy kivételével az összes karakter megdermed. Brandy közli Clarával, hogy ő egy mesterségesen generált elem egy szimulációban, aminek hatására a nő megpróbál elmenekülni. Mikor elér a szimuláció határára, hozzáfér Dorothy Chambers összes emlékéhez. Ezekből kiderül, hogy a színésznő depressziós volt és feltehetően leszbikus is, aki barbiturát-túladagolásba halt bele. Clara visszatér a szimulációba, majd ő és Brandy csókolóznak. Ezután több hónapot élnek együtt a lefagyott virtuális világban (miközben a valóságban csak percek telnek el), és megvallják egymásnak szerelmüket. Brandy kételkedik Clara érzelmeiben, mert szerinte őt csak erre programozták, ezért természetes, ha így viselkedik.
Végül a valódi világban úrrá lesznek a problémán és visszatöltenek egy mentést még a hiba bekövetkezte előtt. Emiatt Clara összes emléke törlődik mindarról, ami azóta történt, teljesen lesújtva Brandyt. Folytatják a filmet, egészen a zárójelenetig. Amikor megjelenik Clara gonosz férje, Claude, és meg akarja ölni Brandyt (pedig itt a rendőröknek kellene elfognia őt), Clara lelövi a férfit. A megérkező rendőrök már Clarát lövik le, aki meghal Brandy karjaiban. Brandy elmondja a film utolsó mondatait, a film pedig befejeződik.
Visszatér a valódi világba, ahol a film hatalmas siker lesz, ő azonban teljesen a történtek hatása alá kerül. Az egyik producer egy kis ajándékkal kedveskedik neki: egy telefonnal, amelynek segítségével kommunikálhat Clara virtuális valójával.

## Szereplők
| Szerep          | Színész          | Magyar hang        |
| --------------- | ---------------- | ------------------ |
| Brandy          | Issa Rae         | Pálmai Anna        |
| Kimmy           | Awkwafina        | Gubik Petra        |
| Clara           | Emma Corrin      | Sodró Eliza        |
| Judith Keyworth | Harriet Walter   | Menszátor Magdolna |
| Dieter          | Magnus Bruun     | Jánosi Dávid       |
| Mika            | Danielle Vitalis | Lamboni Anna       |
| Jack            | Charlie Hiscock  | Ungvári Gergely    |
| Claude          | Stanley Weber    | Varga Gábor        |
| Crystal         | Tessa Wong       | Tarr Judit         |
| Brandy ügynöke  |                  | Penke Bence        |
| Mrs. Roban      | Elaine Claxton   | Bessenyei Emma     |
| Lavigne nyomozó | Farid Larbi      | Péter Richárd      |
| Alex            |                  | Katona Zoltán      |
| Otto            | Asheq Akhtar     | Harna Péter        |

## Készítése
Brooke eredeti ötlete egy horrorsztori volt, ahol a főszereplő képes kommunikálni valakivel régi filmfelvételek segítségével. Volt egy másik ötlete is, amelyben a modern technika segítségével kellett valakinek eljátszania James Bondot, aki nem is illik a szerepbe. Végül elhatározta, hogy egyesíti a két ötletet, és ebből született meg a végleges forgatókönyv, melyet nagyban inspirált az 1945-ös "Késői találkozás" című film.
Az egyik jelenetben, amely a valódi világban játszódik, látható, hogy valaki a Balatro nevű kártyajátékkal játszik. Brooker maga is a rabjává vált, amelynel szerinte a produktivitásra is negatív hatása volt, ezért tette bele a filmbe.

## Forráshivatkozások
1. ↑  Black Mirror’s Hotel Reverie started as a horror story – Charlie Brooker reveals what changed his mind | Radio Times (brit angol nyelven). www.radiotimes.com. (Hozzáférés: 2025. április 13.)
2. ↑  „Balatro now canonically in Black Mirror”, Eurogamer.net, 2025. április 11. (Hozzáférés: 2025. április 13.) (angol nyelvű)
3. ↑  Jackson, Destiny: ‘Black Mirror’ Creator Charlie Brooker Tries To Steer Clear Of Painting Technology As A Bad Thing: “It’s How You Use It” (amerikai angol nyelven). Deadline, 2024. augusztus 11. (Hozzáférés: 2025. április 13.)

## Fordítás
Ez a szócikk részben vagy egészben  a   Hotel Reverie című angol Wikipédia-szócikk ezen változatának fordításán alapul.  Az eredeti cikk szerkesztőit annak laptörténete sorolja fel. Ez a jelzés csupán a megfogalmazás eredetét és a szerzői jogokat jelzi, nem szolgál a cikkben szereplő információk forrásmegjelöléseként.